# Res ipsa loquitur
Res ipsa loquitur (latín: "la cosa habla por sí misma") es una doctrina del derecho anglosajón y de las jurisdicciones de derecho romano-holandés en virtud de la cual un tribunal puede inferir negligencia de la propia naturaleza de un accidente o lesión en ausencia de pruebas directas sobre cómo se comportó cualquier demandado en el contexto de un litigio por responsabilidad civil. Aunque los criterios específicos difieren según la jurisdicción, una acción debe satisfacer normalmente los siguientes elementos de la negligencia: la existencia de un deber de diligencia, el incumplimiento de la norma adecuada de diligencia, la causalidad y el perjuicio. En la res ipsa loquitur, la existencia de los tres primeros elementos se infiere de la existencia de un perjuicio que no se produce normalmente sin negligencia.

## Historia
El término procede del latín y se traduce literalmente "la cosa en sí habla", pero el sentido se transmite bien en la traducción más común, "la cosa habla por sí misma". El primer uso que se conoce de la expresión fue el de Cicerón en su discurso de defensa Pro Milone. Las circunstancias de la génesis de la frase y su aplicación por Cicerón en los juicios romanos han llevado a preguntarse si refleja la calidad de res ipsa loquitur como doctrina jurídica posterior al año 52 a. C., unos 1915 años antes del caso inglés Byrne contra Boadle, y la cuestión de si Charles Edward Pollock podría haberse inspirado directamente en la aplicación de la máxima por Cicerón al redactar su sentencia en ese caso.

## Típico en negligencias médicas
Res ipsa loquitur suele plantearse en los casos de "bisturí abandonado". Por ejemplo, una persona acude al médico con dolores abdominales después de que le hayan extirpado el apéndice. Las radiografías muestran que el paciente tiene un objeto metálico del tamaño y la forma de un bisturí en el abdomen. No hace falta dar más explicaciones para demostrar que el cirujano que extirpó el apéndice fue negligente, ya que no hay ninguna razón legítima para que un médico deje un bisturí en el cuerpo al final de una apendicectomía.

## Ejemplos por jurisdicciones

### Canadá
En Canadá, la doctrina de res ipsa loquitur ha sido anulada en gran medida por el Tribunal Supremo. En el caso Fontaine v. British Columbia (Official Administrator) el Tribunal rechazó el uso de res ipsa loquitur y en su lugar propuso la norma de que una vez que el demandante ha probado que el daño estaba bajo el control exclusivo del demandado y que no fue negligente contributivo se impone al demandado una carga táctica en la que el juez tiene la discreción de inferir negligencia a menos que el demandado pueda aportar pruebas en contrario.

### Hong Kong
Hong Kong es una de las jurisdicciones de common law que utilizan la doctrina de res ipsa loquitur.
Algunos abogados prefieren evitar la expresión res ipsa loquitur (por ejemplo, Hobhouse LJ en Radcliff v. Plymouth). Pero otros abogados (y también jueces) siguen considerando que la expresión es conveniente (por ejemplo, véase la sentencia del Sr. Justice Bokhary, Juez Permanente del Tribunal de Apelación Final de Hong Kong, en Sanfield Building Contractors Ltd v. Li Kai Cheong).
La expresión res ipsa loquitur no es una doctrina sino un "modo de razonamiento inferencial" y se aplica únicamente a los accidentes de causa desconocida. La res ipsa loquitur entra en juego cuando un accidente de causa desconocida es uno que normalmente no se produciría sin negligencia por parte del demandado que controla el objeto o la actividad que lesionó al demandante o dañó su propiedad. En tal situación, el tribunal puede inferir negligencia por parte del demandado a menos que éste ofrezca una explicación aceptable coherente con el hecho de haber actuado con diligencia razonable.

### Irlanda
Los tribunales irlandeses han aplicado la doctrina. En  Hanrahan v. Merck, Sharp & Dohme (Ireland) Ltd. [1988] ILRM 629 el Tribunal Supremo sostuvo que en los casos de molestias la carga de la prueba podía trasladarse al demandado cuando fuera manifiestamente injusto para el demandante tener que probar algo fuera de su alcance. Los hechos se referían al envenenamiento de animales de granja a sotavento de una planta química.
En Rothwell v. The Motor Insurers Bureau of Ireland [2003] 1 IR 268 el tribunal supremo sostuvo que la carga de la prueba se desplazaría cuando el conocimiento fuera exclusivo del demandado, pero también cuando estuviera "especialmente dentro del alcance" de la capacidad del demandado para investigar los hechos.

### Reino Unido
La doctrina existe tanto en el Derecho inglés como en el escocés.

#### Inglaterra y Gales
En el Derecho inglés de responsabilidad civil, el efecto de res ipsa loquitur es una fuerte inferencia a favor del demandante de que se ha producido una negligencia. Sin embargo, no invierte totalmente la carga de la prueba (Ng Chun Pui contra Li Chuen Tat, 1988).
El requisito del control es importante en el Derecho inglés. Este requisito no se cumplió en el asunto Easson v. LNE Ry [1944] 2 KB 421, en el que un niño pequeño se cayó de un tren varios kilómetros después de que éste hubiera salido de la estación. Se consideró que la puerta del tren no estaba suficientemente bajo el control de la compañía ferroviaria después de que el tren se pusiera en marcha y podría haber sido abierta por alguien de quien la compañía no fuera responsable. Este caso se distinguió del anterior Gee v. Metropolitan Ry, en el que el demandante se cayó del tren inmediatamente después de que éste saliera de la estación, cuando todavía podía considerarse que la puerta a través de la cual cayó estaba totalmente controlada por la compañía ferroviaria.
El requisito de que se desconozca la causa exacta del accidente queda ilustrado por el caso Barkway v. South Wales Transport. En este caso, un autobús se salió de la carretera y se sabía que el accidente había sido causado por un neumático pinchado. En este caso, el demandante no pudo acogerse a la res ipsa loquitur y tuvo que demostrar que el pinchazo se debió a la negligencia de la empresa de transportes.

#### Escocia
La doctrina existe en la ley escocesa de responsabilidad civil. El caso principal es el de Scott v London & Catherine Dock Co. Este caso establece 3 requisitos para que se aplique la doctrina:
1. Debe haber pruebas razonables de negligencia
2. Las circunstancias deben estar bajo el control directo del defensor o de sus empleados.
3. El accidente debe ser de tal naturaleza que no se produciría sin negligencia.

En Scott, el tribunal sostuvo que los sacos de azúcar no se caen de los almacenes y aplastan a los transeúntes sin que alguien haya sido negligente en el camino, por lo que el demandante no necesitaba demostrar cómo ocurrió.
Ejemplos recientes en Escocia son McDyer v Celtic Football Club  y McQueen v The Glasgow Garden Festival 1988 Ltd.

### Estados Unidos
En el derecho anglosajón de Estados Unidos, la res ipsa loquitur tiene los siguientes requisitos:
1. El hecho no se produce normalmente a menos que alguien haya actuado con negligencia;
2. Las pruebas descartan la posibilidad de que las acciones del demandante o de un tercero hayan causado la lesión; y
3. El tipo de negligencia en cuestión entra dentro del ámbito de las obligaciones del demandado para con el demandante.[16]

La mayoría de los tribunales estadounidenses reconocen la res ipsa loquitur. El Restatement (Second) of Torts, § 328D describe un proceso de dos pasos para establecer la res ipsa loquitur. El primer paso consiste en determinar si el accidente es del tipo causado normalmente por negligencia, y el segundo es determinar si el demandado tenía o no el control exclusivo sobre el instrumento que causó el accidente. Si se encuentra, res ipsa loquitur crea una inferencia de negligencia, aunque en la mayoría de los casos no da lugar necesariamente a un veredicto dirigido. El Restatement (Third) of Torts, § 17, adopta un criterio similar, aunque evita el elemento de control exclusivo.
En un principio, la doctrina no fue bien acogida en los casos de negligencia médica. En el caso Gray contra Wright, la Sra. Gray se dejó una pinza hemostática de siete pulgadas durante una operación de vesícula biliar en junio de 1947, y a pesar de sus quejas crónicas de dolor de estómago a lo largo de los años, el dispositivo no se encontró hasta una radiografía en marzo de 1953, cuando fue retirado. El Tribunal Supremo de Virginia Occidental anuló la indemnización de 12.000 dólares porque la demanda había prescrito y no pudo demostrar que el médico hubiera ocultado su error. Este requisito de "conocimiento culpable" desapareció con los años, y en la mayoría de los estados se ha impuesto la "regla del descubrimiento", según la cual los plazos de prescripción se cuentan a partir de la fecha en que se descubrió la irregularidad y no a partir de la fecha en que se produjo.
Cuarenta años después, dejar un dispositivo médico en un paciente constituía negligencia médica, demostrable sin necesidad de peritaje, en casi todas las jurisdicciones. Virginia ha limitado la norma. El Tribunal Supremo de Virginia declaró en 1996: "Hace casi 60 años, este Tribunal, hablando de res ipsa loquitur, dijo: 'En Virginia la doctrina, si no totalmente abolida, ha sido limitada y restringida hasta un punto muy material'. Ciudad de Richmond contra Hood Rubber Products Co., 168 Va. 11, 17, 190 S.E. 95, 98 (1937). ... Sólo se puede utilizar cuando las circunstancias del incidente, sin más pruebas, son tales que, en el curso ordinario de los acontecimientos, el incidente no podría haber ocurrido excepto en la teoría de la negligencia."
La alegación de res ipsa loquitur es habitual en los casos de accidentes de aviones comerciales. Fue parte del comentario en una colisión de trenes en California en 2008: "Si dos trenes están en el mismo lugar al mismo tiempo, alguien ha cometido un terrible error".
En algunos estados, la doctrina de res ipsa loquitur is también se utiliza como método para probar el elemento de intención o mens rea del delito incoado de tentativa.  Según el Código Penal Modelo, por ejemplo, "se considera que el comportamiento en cuestión corrobora el propósito delictivo del acusado":

Posesión de materiales para ser empleados en la comisión del delito, que estén específicamente diseñados para dicho uso ilícito o que no sirvan a ningún propósito lícito del actor dadas las circunstancias.
Modelo de Código Penal